# 特科尔
特科尔是匈牙利佩斯州的一个城镇，第二次世界大战期间再此修建了机场，战后成为苏联军事基地，驻扎有第11近卫歼击机师。1956年匈牙利革命期间，匈牙利国防部长马莱特·巴尔在此被苏联人逮捕。